# 連邦首都地区 (ナイジェリア)

連邦首都地区
Federal Capital Territory愛称 : 統一の中心

¹ 予備調査

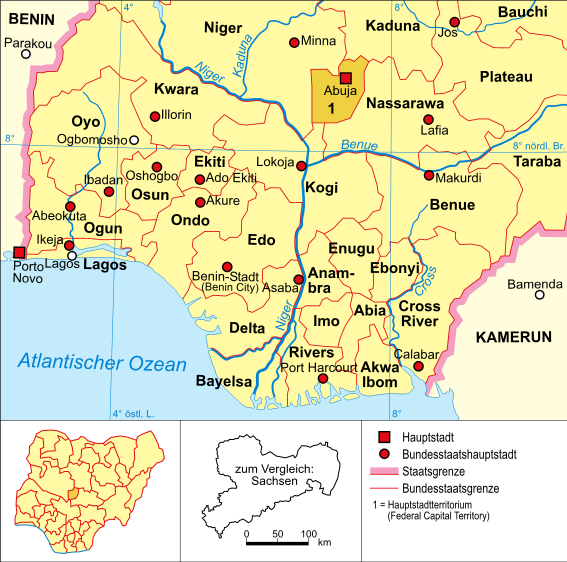
FCT近辺の地理

連邦首都地区 (Federal Capital Territory, FCT) は、ナイジェリアの中央部に位置するアブジャの首都圏である。ニジェール川とベヌエ川の合流点の北に位置する。1996年以降、北にカドゥナ州、東にナサラワ州、南にコギ州、西にナイジャ州と接する。

## 概要
ビアフラ戦争後の1976年に、12州から19州に再編された際に国土の中央に位置するとして、それまでの北西部州、ベヌエ＝高原州、北部中央州の領域から分割され、設置された。1991年には、首都機能もラゴスから移転された。サバンナで岩山が点在する。

## 住民
先住民はほぼグワリ族で南西部にイグビラ族が住む。

## 地区議会
他の州の地方政府議会に相当する6つの地区議会が置かれている。
| - アブジャ - アバジ - クジェ | - グワグワラダ - クワリ - ブワリ |